# Jacob Jebsen
Jacob Friedrich Christian Jebsen (* 27. Dezember 1870 in Port Townsend, USA; † 14. Dezember 1941 in Apenrade, Dänemark) war ein Reeder, Unternehmer und Vorsitzender der Knivsberg-Gesellschaft.

## Leben und Werk

### Kindheit und Ausbildung
Jacob Jebsen wurde im amerikanischen Port Townsend geboren, wo seine Eltern, Kapitän Michael Jebsen sen. und Frau Clara, wegen des Deutsch-Französischen Krieges mit der Bark Galathea eine Zwangspause einlegen mussten. Die Anwesenheit französischer Kreuzer im chinesischen Meer und die Gefahr für ein unter deutscher Flagge segelndes Schiff, aufgebracht zu werden, war zu groß. Anfang 1871 segelte das Schiff nach Valparaíso und von dort nach Hamburg, von wo aus die Familie nach Apenrade in Schleswig-Holstein zurückkehrte. Bedingt durch die Anstellung des Vaters bei der Fa. Alfred Krupp erlebte Jacob Jebsen einen Teil seiner Jugendzeit von 1875 bis 1880 in Vlissingen und Rotterdam. Dann blieb er in Apenrade, bestand 1889 als jüngster seiner Klasse am Flensburger Realgymnasium sein Abitur und studierte in den folgenden Jahren Chemie an der damaligen Technischen Hochschule Karlsruhe und der Universität Berlin, wo er sich sowohl an der Friedrich-Wilhelms-Universität als auch an der Technischen Hochschule Berlin immatrikulierte. 1890 war Jebsen gezwungen, das Studium abzubrechen und entschloss sich, Kaufmann zu werden und bei der befreundeten belgischen Schifffahrtsfirma Arnaments Deppe in Antwerpen eine kaufmännische Lehre zu absolvieren.

### Erste Firmengründungen
Nach der Rückkehr nach Apenrade 1893 erhielt er Prokura für die väterliche Firma. 1894 reiste Jacob Jebsen nach Hongkong, wo die Reederei Jebsen damals zwölf Dampfschiffe in der chinesischen Küstenschifffahrt unterhielt. In Hongkong gründete er zusammen mit Heinrich Jessen am 1. März 1895 die Firma Jebsen & Co. Durch den erfolgreichen Handel mit BASF-Farbstoffen in Asien entwickelte sich die Firma gut. In der Folgezeit gründete Jebsen & Co Filialen und Tochterfirmen in Tsingtau (Diederichsen, Jebsen & Co), Chefoo, Hamburg, Hoihow, Shanghai und Wladiwostok, Canton und Tientsin. 1909 erfolgte die Gründung der Firma Jebsen & Jessen in Hamburg. 1913 eröffnete Jebsen & Co. die Filiale Nanning. 1913 schloss die Bilanz der Firma mit einem Überschuss von 420.000 Mark. Der Betrieb hatte nach knapp 20-jähriger Arbeit ein Kapital von etwa 5 Millionen Mark für die beiden Firmeninhaber erwirtschaftet.

### Heirat und Erster Weltkrieg
1907 heiratete Jacob Jebsen Käthe Bock vom Gutshaus Groß Brütz bei Schwerin in Mecklenburg und reiste mit ihr nach der Heirat für anderthalb Jahre nach Hongkong. Anfang 1909 kehrte das Paar nach Apenrade zurück. 1910 zog die Familie in das Haus „Lensnack“, dessen Bau Jacob Jebsen 1906 in Auftrag gegeben hatte und das in inzwischen fertiggestellt war. Der Erste Weltkrieg 1914 bereitete dem Aufbau und der Expansion von Reederei und Handelsunternehmen ein schroffes Ende. Jacob Jebsen, der sich gerade in Hongkong aufhielt, wurde – wie viele andere Deutsche – interniert und 1916 nach Australien überführt. Erst im Juli 1919 konnte er nach Europa zurückkehren und seine Arbeit in Apenrade wieder aufnehmen. Die Schiffe der Reederei wurden enteignet und die Firma in Hongkong und die Niederlassung in Canton zwangsliquidiert. Damit lag die Firma praktisch am Boden. Durch kluge Verhandlungen und gute und tragfähige chinesische und internationale Verbindungen gelang den Familien Jebsen und Jessen eine schnelle Reetablierung der ehemaligen Unternehmen.

### Zeit nach dem Ersten Weltkrieg
Schon 1919 erfolgte die Wiedereröffnung der Firma Jebsen & Co. in Canton, ebenfalls 1919 konnte der Geschäftsbetrieb der Firma Jebsen & Jessen in Hamburg wieder aufgenommen werden. Nach dem Plebiszit 1920 im nördlichen Schleswig war Apenrade dänisch geworden und die Reederei Jebsen an ihrem Stammsitz damit eine dänische Firma. 1923 erfolgte die Wiedereröffnung der Firma in Hongkong und 1925 die Rückverlegung des Hauptsitzes der Firma von Canton nach Hongkong. 1926 etablierte sich die Firma Jebsen & Co. in Shanghai. Zwischen den beiden Weltkriegen übernahm Jebsen & Co die Vertretung bedeutender europäischer Firmen im China-Geschäft wie von Mercedes-Benz und der dänischen Maersk-Linie. Im Winter 1932/33 reiste Jacob Jebsen zum letzten Mal nach China. Danach übernahm sein ältester Sohn, Michael Jebsen jun. die Geschäfte in Hongkong. Mit Ausbruch des Zweiten Weltkrieges musste Jacob Jebsen noch einmal erleben, dass seine Firmen erneut in „schwere See“ gerieten. Nach der Besetzung Dänemarks durch deutsche Truppen am 9. April 1940 wurde er von den Engländern zum „technical enemy“ erklärt und die Jebsen-Schiffe wurden requiriert. Das Ende des Krieges erlebte Jacob Jebsen nicht mehr, er starb 1941.

### Knivsberggesellschaft und Haltung zum Nationalsozialismus
Nach dem Tod des Vaters Michael Jebsen sen. 1899 hatte Jacob Jebsen den Vorsitz der Knivsberggesellschaft übernommen und für die Fertigstellung des Bismarckturmes auf dem Knivsberg gesorgt. Die Einweihung des Denkmales an diesem Versammlungsort der Deutschen in Nordschleswig erfolgte am 4. Mai 1901. Nach der Volksabstimmung 1920 gehörte Jacob Jebsen zu den engsten Vertrauten von Pastor Johannes Schmidt-Wodder, der politischen Führungspersönlichkeit der entstandenen Deutschen Minderheit in Nordschleswig. Neben der Arbeit in der Knivsberggesellschaft engagierte sich Jebsen im Schleswigschen Wählerverein. Er stand an der Spitze der deutschen Arbeit im Kreis Apenrade. Darüber hinaus war er in mehreren überregionalen Ausschüssen und Vorständen tätig. Er setzte sich für die Schaffung einer deutschen Einheitszeitung Nordschleswigsche Zeitung ein, deren Aufsichtsratsvorsitzender er von der Gründung 1929 bis 1931 war. Die Gleichschaltung der Deutschen Minderheit in Nordschleswigs während der nationalsozialistischen Zeit war dem seiner Heimat verbundenen und zugleich universal denkenden Jebsen zutiefst zuwider und er zog sich deshalb aus der öffentlichen Arbeit der Minderheit zurück und gab den Vorsitz in der Knivsberggesellschaft an einen Vertrauten, den Rechtsanwalt Sophus Erichsen aus Hadersleben ab.

## Ehrenamtliche Tätigkeiten
- 1901 bis 1937: Vorsitzender der Knivsberggesellschaft
- 1929 bis 1931: Aufsichtsratsvorsitzender der Tageszeitung Nordschleswigsche Zeitung